# Prodecatoma nirupama
Prodecatoma nirupama är en stekelart som beskrevs av T.C. Narendran 1994. Prodecatoma nirupama ingår i släktet Prodecatoma och familjen kragglanssteklar. Inga underarter finns listade i Catalogue of Life.